# Madeleine de Bourbon Busset
Marie Madeleine Yvonne de Bourbon, née le 23 mars 1898 à Paris XVIe et morte le 1er septembre 1984 à Paris VIIe, fille de Marie Louis Gabriel Georges de Bourbon-Busset, comte de Lignières, et de Marie Joséphine Jeanne de Kerret. Elle est l'épouse de Xavier de Bourbon, « duc de Parme » et prétendant carliste au trône d’Espagne.

## Famille
Du mariage entre Madeleine et Xavier de Bourbon-Parme, le 10 novembre 1927 à Lignières, naissent six enfants :
- Marie-Françoise de Bourbon-Parme (née le 19 août 1928, Paris), qui épouse (1959) le prince Édouard de Lobkowicz, dont postérité ;
- Charles-Hugues de Bourbon-Parme (8 avril 1930, Paris – 18 août 2010, Barcelone), qui épouse (1964) la princesse Irène des Pays-Bas, dont postérité ;
- Marie-Thérèse de Bourbon-Parme (28 juillet 1933, Paris – 26 mars 2020, Paris) ; morte du Covid-19 ;
- Cécile de Bourbon-Parme (12 avril 1935, Paris – 1 septembre 2021, Paris) ;
- Marie des Neiges de Bourbon-Parme (née le 29 avril 1937, Paris) ;
- Sixte-Henri de Bourbon-Parme (né le 22 juillet 1940, Pau).

Elle est la marraine de son petit-fils Jaime de Bourbon de Parme (nl).
Les parents de Madeleine, Georges de Bourbon-Busset et Marie-Jeanne de Kerret se sont mariés le 30 juin 1888 dans le 8e arrondissement de Paris, de cette union naissent les huit frères et sœurs de Madeleine :
- Marie Magdeleine Adrienne Agnès de Bourbon-Busset (15 septembre 1889, Pleyben – 21 août 1966, Lignières) ;
- Marie Jean Henri Jacques de Bourbon-Busset (7 septembre 1890, Clarens – 5 juin 1892, Paris VIIIe) ;
- Marie Renée Jeanne Gabrielle de Bourbon-Busset (15 février 1893, Arcachon – 6 juin 1984, Neuilly-sur-Seine) ;
- Marie Robert Philippe de Bourbon-Busset (20 février 1894, Paris XVIe – 24 avril 1917, Saint-Hilaire-au-Temple) ;
- Marie Anne Béatrix de Bourbon-Busset (31 août 1895, Lignières – 29 novembre 1973, Nice) ;
- Marie Louis Henri de Bourbon-Busset (23 février 1897, Paris XVIe – 2 juin 1918, La Ferté-Milon) ;
- Marie Blanche Henriette de Bourbon-Busset (15 mars 1900, Paris XVIe – 30 septembre 1997, Paris XVIe) ;
- Marie Adrien Claude René de Bourbon-Busset (15 février 1902, Paris XVIe – 30 avril 1979, Cognac).

### Sources
- (en) Cet article est partiellement ou en totalité issu de l’article de Wikipédia en anglais intitulé « Madeleine de Bourbon » (voir la liste des auteurs).

- (es) Cet article est partiellement ou en totalité issu de l’article de Wikipédia en espagnol intitulé « María Magdalena de Borbón-Busset » (voir la liste des auteurs).